# Nova Rota do Oeste
A Nova Rota do Oeste (anteriormente Rota do Oeste) é uma concessionária de rodovias brasileira fundada em 2014, responsável pela gestão de 850,9 quilômetros da BR-163, que liga as cidades de Sinop (MT), até a divisa dos estados do Mato Grosso e Mato Grosso do Sul. Foi pertencente a Odebrecht TransPort (atual Novonor) até 2023, quando seu controle acionário foi transferido ao Governo do Estado de Mato Grosso.

## Histórico
A concessão para administrar e conservar a BR-163 por 30 anos foi obtida em leilão realizado em dezembro de 2013. O contrato de concessão foi assinado em 20 de março de 2014 e prevê investimentos de R$ 5,5 bilhões e a responsabilidade pela administração, manutenção, recuperação e outras melhorias na BR-163, entre a Sinop (MT) e a divisa dos estados do Mato Grosso e Mato Grosso do Sul.

## Cidades abrangidas
O percurso do trecho sob concessão compreende 19 municípios localizados no Mato Grosso. São eles:
- Sinop
- Vera
- Sorriso
- Lucas do Rio Verde
- Nova Mutum
- Diamantino
- Nobres
- Rosário Oeste
- Acorizal
- Jangada
- Várzea Grande
- Cuiabá
- Santo Antônio de Leverger
- Jaciara
- Campo Verde
- São Pedro da Cipa
- Juscimeira
- Rondonópolis
- Itiquira

## Praças de pedágio
São nove as praças de pedágio ao longo do trecho concedido à Nova Rota do Oeste. Elas estão situadas nos seguintes pontos:
| Pedágio | KM    | Rodovia | UF | Localidade/Município      | Sentido      |
| ------- | ----- | ------- | -- | ------------------------- | ------------ |
| 1       | 33,6  | BR-163  | MT | Itiquira                  | Bidirecional |
| 2       | 214,5 | BR-364  | MT | Rondonópolis              | Bidirecional |
| 3       | 316,4 | BR-364  | MT | Campo Verde               | Bidirecional |
| 4       | 383,1 | BR-364  | MT | Santo Antônio de Leverger | Bidirecional |
| 5       | 479   | BR-364  | MT | Jangada                   | Bidirecional |
| 6       | 579   | BR-364  | MT | Diamantino                | Bidirecional |
| 7       | 586,9 | BR-163  | MT | Nova Mutum                | Bidirecional |
| 8       | 664,4 | BR-163  | MT | Lucas do Rio Verde        | Bidirecional |
| 9       | 766,7 | BR-163  | MT | Sorriso                   | Bidirecional |

## Tarifas do pedágio
Atualmente os  valores das tarifas são:
| PRAÇA                     | Tipo de Veículo | Tipo de Veículo  | Tipo de Veículo |
| PRAÇA                     | PASSEIO         | COMERCIAL / EIXO | MOTOCICLETA     |
| Itiquira                  | R$ 5,20         | R$ 5,20          | R$ 2,60         |
| Rondonópolis              | R$ 6,00         | R$ 6,00          | R$ 3,00         |
| Campo Verde               | R$ 4,80         | R$ 4,80          | R$ 2,40         |
| Santo Antônio de Leverger | R$ 4,80         | R$ 4,80          | R$ 2,40         |
| Jangada                   | R$ 6,50         | R$ 6,50          | R$ 3,25         |
| Diamantino                | R$ 5,40         | R$ 5,40          | R$ 2,70         |
| Nova Mutum                | R$ 4,40         | R$ 4,40          | R$ 2,20         |
| Lucas do Rio Verde        | R$ 5,70         | R$ 5,70          | R$ 2,80         |
| Sorriso                   | R$ 8,20         | R$ 8,20          | R$ 4,10         |

*Tarifas atualizadas em 08 de maio de 2023